# Supercopa de España femenina de baloncesto 2006
La Supercopa de España femenina de baloncesto 2006 o SuperCopa LF 2006 fue la 4ª edición desde su fundación. Se disputó en el Pabellón Municipal de Würzburg de Salamanca, Castilla y León, el día 7 de octubre de 2006, donde  el Ros Casares Valencia conquistó el título por tercera vez en su historia.

## Equipos participantes
Los equipos participantes de acuerdo a los criterios de participación establecidos por la FEB fueron: 
| Equipo                      | Clasificación                                        | Participación |
| --------------------------- | ---------------------------------------------------- | ------------- |
| Perfumerías Avenida         | Campeón de la Liga Femenina y de la Copa de la Reina | 3.ª           |
| Ciudad Ros Casares Valencia | Subcampeón de la Copa de la Reina                    | 3.ª           |

## Árbitros
Los árbitros elegidos para arbitrar la Supercopa fueron:
- Rubén Sánchez Mohedas
- Raúl Sánchez Martín

## Final
| 7 de octubre de 2006 | Perfumerías Avenida                                 | 72–83                                 | Ciudad Ros Casares Valencia                            | Salamanca |  |
| 18:00                | Parciales: 21–22, 16–18, 18–19, 17–24               | Parciales: 21–22, 16–18, 18–19, 17–24 | Parciales: 21–22, 16–18, 18–19, 17–24                  | |  |
|                      | Estadísticas Ohlde 21 Ohlde 9 Montañana 5 Powell 25 | Reporte Pts Reb Asts Val              | Estadísticas 23 Aguilar 10 Ferragut 6 Palau 31 Aguilar | Pabellón: Pabellón Municipal de Würzburg Asistencia: 3000 espectadores Árbitros: Rubén Sánchez Mohedas, Raúl Sánchez Martín Televisión: |  |

### Plantillas
| #          | Jugadora         |
| ---------- | ---------------- |
| 5          | Noelia Oliva     |
| 6          | Silvia Domínguez |
| 7          | Anna Montañana   |
| 9          | Clara Bermejo    |
| 10         | Aurélie Bonnan   |
| 11         | Blanca Marcos    |
| 12         | Liene Jansone    |
| 14         | Nicole Powell    |
| 15         | Nicole Ohlde     |
| Entrenador |                  |
|            |                  |

| Campeonas de la Supercopa de España femenina de baloncesto 2006 |
| --------------------------------------------------------------- |
| Ros Casares Valencia 3er título                                 |

| MVP:          |
| ------------- |
| Elisa Aguilar |

| #          | Jugadora             |
| ---------- | -------------------- |
| 5          | Anne Breitreinek     |
| 6          | Laia Palau           |
| 7          | Delisha Milton-Jones |
| 8          | Allison Feaster      |
| 10         | Elisa Aguilar        |
| 11         | Elena Tornikidou     |
| 12         | Margo Dydek          |
| 13         | Marina Ferragut      |
| Entrenador |                      |
|            |                      |